# Liam O'Flynn
Liam O'Flynn, en la grafía irlandesa: Liam Óg Ó Floinn (condado de Kildare, Irlanda; 15 de abril de 1945-14 de marzo de 2018) fue un músico de folk irlandés.

## Biografía
Nació en Kill (condado de Kildare) de padres músicos; su padre tocaba el violín y su madre el piano. Después de su primer encuentro con la gaita irlandesa, las influencias más importantes en su desarrollo fueron Leo Rowsome, Willie Clancy, y Séamus Ennis. Liam obtuvo importante reconocimiento por ganar premios en el Oireachtas Festival y el Fleadh Cheoil en los años 60.
Se convirtió en miembro fundador de Planxty. Aunque The Chieftains fueron los primeros en grabar música instrumental tradicional irlandesa en formato de grupo,[cita requerida] Planxty dieron impulso y vitalidad a la música acústica que debió más al rock and roll que a la música clásica europea. O'Flynn imprimió una emocionante excitación a las uilleann pipes, que habían sido asociadas anteriormente con la estricta disciplina de los gaiteiros escoceses. Después de Planxty, encontró fácilmente empleo, y así trabajó con los Everly Brothers, Enya, Kate Bush, Nigel Kennedy y Mark Knopfler. O'Flynn trabajó también en películas, incluyendo A River Runs Through It y Kidnapped. Trabajó también con el compositor John Cage, pero su alianza natural fue con el compositor Shaun Davey.
The Bothy Band fueron los sucesores naturales del Planxty original, y dos de sus miembros, Seán Keane y Matt Molloy, grabaron uno de los álbumes de O'Flynn, The Piper's Call. Asimismo, trabajó en proyectos con Seamus Heaney, mezclando poesía y música.

## Discografía

### En solitario
- Liam O'Flynn (1988)
- The Fine Art Of Piping (1991)
- The Given Note (1995)
- The Piper's Call (1999)

### Con Planxty
- Planxty (1973)
- The Well Below the Valley (1973)
- Cold Blow and the Rainy Night (1974)
- After the Break (1979)
- The Woman I Loved So Well (1980)
- Words and Music (1983)
- Planxty (2004)

### Con Shaun Davey
- The Brendan Voyage (1980)
- The Pilgrim (1983)
- Granuaile (1985)
- The Relief Of Derry Symphony (1990)
- Out To Another Side (1993)
- May We Never Have To Say Goodbye (2006)